# Caïros
Le vallon de Caïros est une rivière française du département Alpes-Maritimes, en région Provence-Alpes-Côte d'Azur, sur la seule commune de Saorge, et un affluent droit du fleuve côtier franco-italien la Roya. 
Sa vallée, essentiellement sur l'ouest de la commune de Saorge est constitué de la forêt de Caïros. 

## Géographie

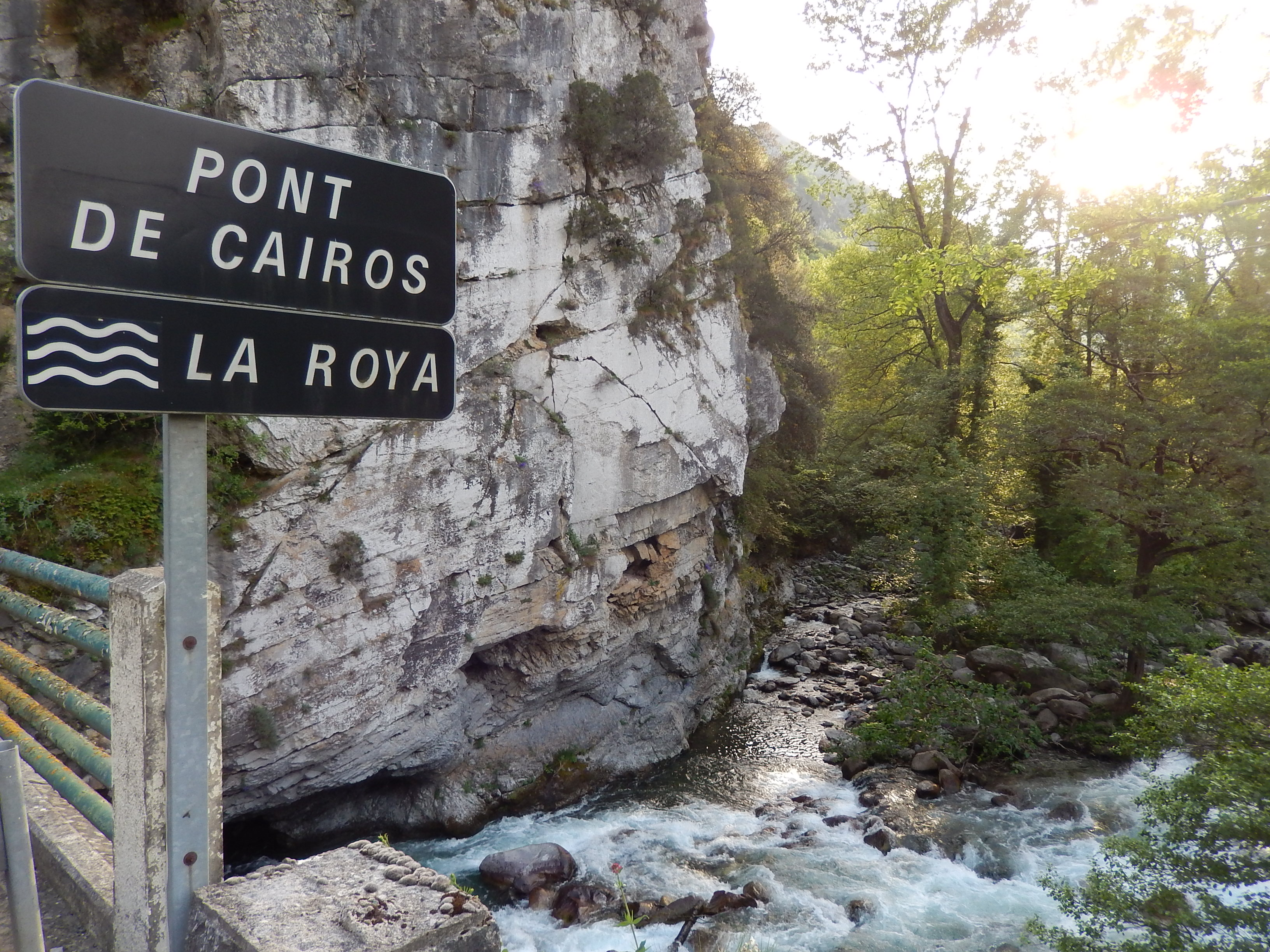
Embouchure du vallon de Caïros dans la rive droite de la Roya.

De 13,1 kilomètres de longueur, le vallon de Caïros prend sa source sur la commune de Saorge, au sud de la cime du Diable (2 685 m), à 2 240 mètres d'altitude. Il s'appelle aussi dans cette partie haute le ruisseau de Ciantasque.
Il coule globalement de l'ouest vers l'est.
Il conflue sur la même commune de Saorge, à 386 mètres d'altitude.

### Communes et cantons traversés

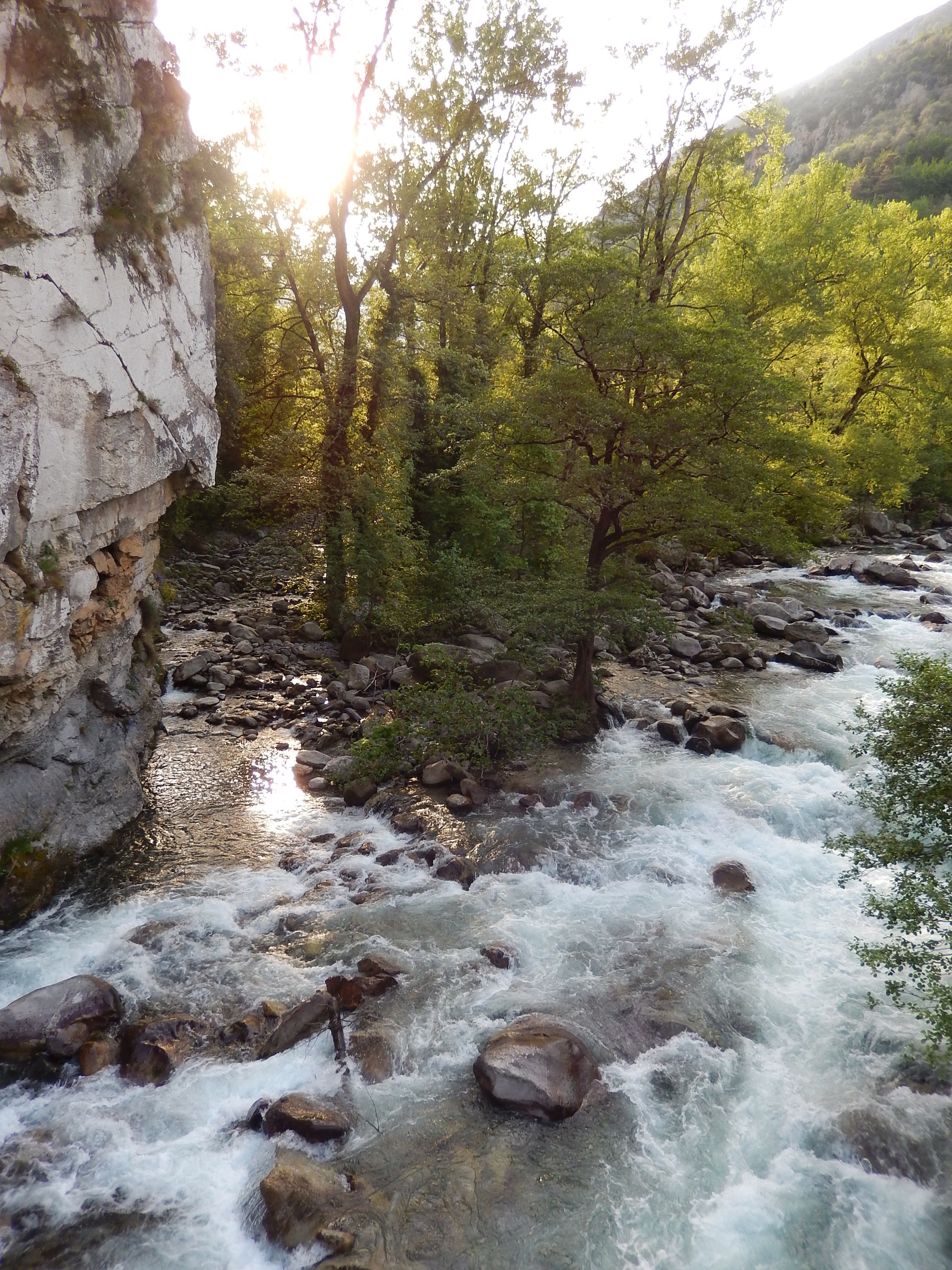
Embouchure du vallon de Caïros dans la rive droite de la Roya.

Dans le seul département des Alpes-Maritimes, le vallon de Caïros traverse la seule commune, de Saorge (source et confluence).
Soit en termes de cantons, le Vallon de Caïros traverse un seul canton, prend source et conflue dans le même canton de Contes, le tout dans l'arrondissement de Nice et dans l'intercommunalité de la communauté d'agglomération de la Riviera française.

### Bassin versant
La superficie du bassin versant « La Roya du vallon de Caïros à la frontière italienne » (Y662) est de 478 km2. Le bassin versant est composé à 98,10 % de « forêts et milieux semi-naturels », à 1,17 % de « territoires agricoles », à 0,53 % de « territoires artifcialisés », à 0,13 % de « surfaces en eau »,. 
Son bassin versant spécifique est de 42 km2
Les cours d'eau voisins sont la Minière et la Rieugne au nord, la Roya au nord-est, à l'est, et au sud-est, la Gordolasque à l'ouest, la Bévéra, la Maglia et la Roya au sud, la Vésubie au sud-oest, la Gordolasque à l'ouest et au nord-ouest,. 

### Organisme gestionnaire
L'organisme gestionnaire est le SMIAGE ou Syndicat Mixte Inondations, Aménagements et Gestion de l'Eau maralpin, créé en le 1er janvier 2017 , et s'occupe désormais de la gestion des bassins versants côtiers des Alpes-Maritimes, en particulier de celui du fleuve le Var. Celui-ci « a été reconnu comme EPTB, avec les félicitations du jury, lors de la séance du comité de bassin de l’Agence l’eau Rhône-Méditerranée-Corse du vendredi 22 juin 2018 car il porte à la fois des politiques liées à la prévention du risque inondation et la gestion des milieux aquatiques »,.

## Affluents

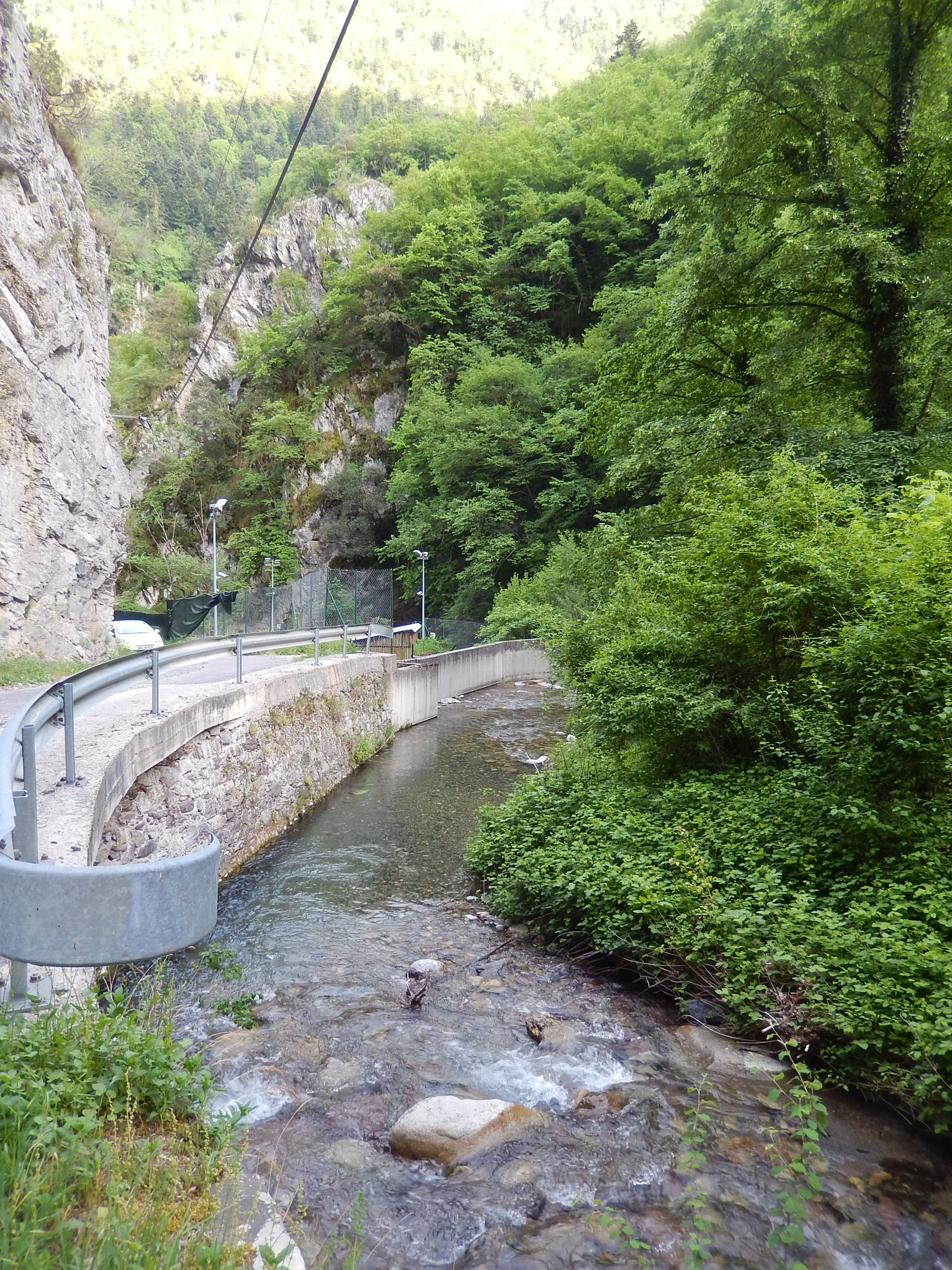
Le vallon de Caïros près de la station AAPPMA de repeuplement.

Le vallon de Caïros a cinq tronçons affluents référencés dont le seul affluent de plus de cinq kilomètres de longueur est :
- le ruisseau de Durmiose (rg[note 2]), 5,14 km, sur la seule commune de Saorge avec trois affluents et de rang de Strahler trois :
  - le ruisseau de Bron (rd), 1,4 km, sur la seule commune de Saorge.
  - le ruisseau des Conques (rg), 3,3 km, sur les deux communes de Saorge et Fontan, avec un affluent :
    - le torrent des Celles (rg), 2 km, sur la seule commune de Saorge.

  - le ruisseau de Pinciné (rg), 1,8 km, sur les deux communes de Saorge et Fontan.

Les autres affluents de moins de cinq kilomètres de longueur sont :
- le ruisseau de Fromagine (rd), 1,9 km, sur la seule commune de Saorge.
- le ruisseau de Masseret (rd), 1,3 km, sur la seule commune de Saorge.
- le ruisseau de Macruera (rg), 1,8 km, sur la seule commune de Saorge avec un affluent et de rang de Strahler deux :
  - le ruisseau de Gullia (rg), 1,5 km, sur la seule commune de Saorge.
- le ruisseau de Mairise (rg), 2,3 km, sur la seule commune de Saorge.

### Rang de Strahler
Le rang de Strahler est donc de quatre par le ruisseau de Durmiose et le ruisseau des Conques.

## Hydrologie
Son régime hydrologique est dit pluvial méridional.

## Aménagements et écologie

### Pêche et AAPPMA
L'AAPPMA de Fontan dite "la Truite de Fontan" gère le bassin versant du vallon de Caïros.